# Kloster Le Val-Chrétien

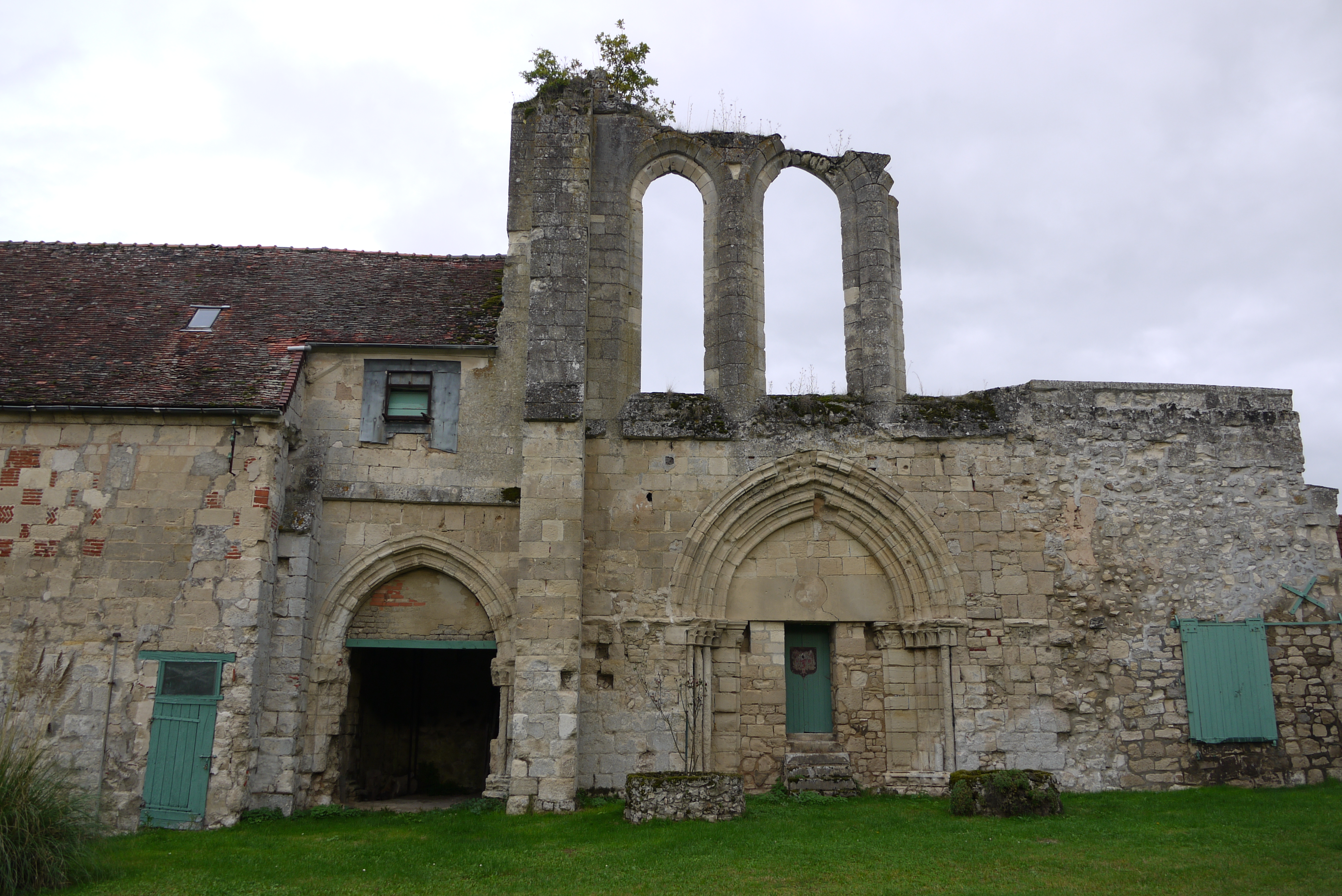
Ruine der Abtei

Die Abtei Val-Chrétien (Abbaye du Val-Chrétien) ist eine ehemalige Prämonstratenserabtei in der Gemeinde Bruyères-sur-Fère im heutigen Département Aisne in Frankreich. Die Überreste der Abtei liegen im Tal des Ourcq.
Der Bau der Anlage erfolgte im 12. und 13. Jahrhundert. Teile der Anlage (die Kirche) wurden im Jahr 1928 als Monument historique eingetragen (Base Mérimée PA00115560). Im Ersten Weltkrieg erlitten die Gebäude Schäden. Die Ruine befindet sich in Privatbesitz.